# Домашний чемпионат Великобритании 1898
Домашний чемпионат Великобритании 1898 — пятнадцатый розыгрыш Домашнего чемпионата, футбольного турнира с участием сборных четырёх стран Великобритании (Англии, Шотландии, Уэльса и Ирландии) Победителем соревнования в восьмой раз в своей истории стала сборная Англии. Англичане обыграли всех своих соперников и набрали максимально возможные 6 очков. Второй стала сборная Шотландии, третье место заняла Ирландия.
Чемпионат начался с минимальной победы сборной Ирландии над Уэльсом. В следующем матче ирландцы принимали на своём поле англичан и проиграли со счётом 2:3. Затем в соревнование вступила сборная Шотландии, которая разгромила Уэльс (5:2). В четвёртом и пятом матчах турнира шотландцы и англичане победили сборные Ирландии и Уэльса соответственно с одинаковым счётом 3:0. В заключительном и решающем матче чемпионата, проходившем в Глазго, Шотландия играла против Англии. Мощная и быстрая команда англичан легко обыграла соперника со счётом 3:1 и завоевала титул. Голы в её составе забивали Фред Уэлдон и дважды Стив Блумер, среди шотландцев отличился Джимми Миллар.

## Таблица
| Поз | Команда    | И | В | Н | П | МЗ | МП | РМ | О |
| --- | ---------- | - | - | - | - | -- | -- | -- | - |
| 1   | Англия (Ч) | 3 | 3 | 0 | 0 | 9  | 3  | +6 | 6 |
| 2   | Шотландия  | 3 | 2 | 0 | 1 | 9  | 5  | +4 | 4 |
| 3   | Ирландия   | 3 | 1 | 0 | 2 | 3  | 6  | −3 | 2 |
| 4   | Уэльс      | 3 | 0 | 0 | 3 | 2  | 9  | −7 | 0 |

## Матчи
| 19 февраля 1898 | Уэльс | 0:1     | Ирландия  | Лландидно                                              |
| |       | (отчёт) | Пиден 85′ | Стадион: «Оувал» Зрителей: 6000 Судья: Томас Робертсон |
| Уэльс: Джек Моррис, Чарли Парри, Смарт Арридж, Джордж Уильямс, Джек Эдвардс, Джек Джонс, Билли Мередит, Джон Томас, Билли Льюис, Альберт Локли, Джек Ри Ирландия: Том Скотт, Уильям Гибсон, Мик Кокрейн, Билли Андерсон, Боб Милн, Джек Литтл, Джеймс Кэмпбелл, Джонни Мерсер, Джим Пайпер, Джеймс Маккэшин, Джек Пиден |       |         |           |                                                        |

| 5 марта 1898 | Ирландия                  | 2:3     | Англия                               | Белфаст                                                     |
| | Пайпер 18′ · Макаллен 70′ | (отчёт) | Смит 37′ · Атерсмит 40′ · Моррен 50′ | Стадион: «Солитьюд» Зрителей: 12 000 Судья: Томас Робертсон |
| Ирландия: Том Скотт, Уильям Гибсон, Сэм Торранс, Билли Андерсон, Боб Милн, Мик Кокрейн, Джеймс Кэмпбелл, Джонни Мерсер, Джим Пайпер, Джек Пиден, Джо Макаллен Англия: Джек Робинсон, Уильям Оукли, Билли Уильямс, Фрэнк Форман, Томми Моррен, Джимми Тернер, Чарли Атерсмит, Чарльз Ричардс, Гилберт Смит, Бен Гарфилд, Фред Уэлдон |                           |         |                                      |                                                             |

| 19 марта 1898 | Шотландия                             | 5:2     | Уэльс                   | Мотеруэлл                                                  |
| | Гиллеспи 12′ 20′ 61′ · Маккай 29′ 40′ | (отчёт) | Томас 40′ · Морган-Оуэн | Стадион: «Фер Парк» Зрителей: 3500 Судья: Уильям Г. Стейси |
| Шотландия: Уильям Уотсон, Никол Смит, Мэттью Скотт, Уильям Томсон, Алекс Кристи, Питер Кэмпбелл, Джеймс Гиллеспи, Джимми Миллар, Джеймс Маккай, Хью Морган, Роберт Финдли Уэльс: Джеймс Трейнер, Чарли Парри, Дай Джонс, Ричард Джонс, Сизар Дженкинс, Джек Джонс, Эдвин Джеймс, Джон Томас, Морган Морган-Оуэн, Гренвилл Моррис, Альфред Уоткинс |                                       |         |                         |                                                            |

| 26 марта 1898 | Ирландия | 0:3     | Шотландия                                | Белфаст                                              |
| |          | (отчёт) | Робертсон 30′ · Макколл 42′ · Стюарт 70′ | Стадион: «Солитьюд» Зрителей: 5000 Судья: Джон Льюис |
| Ирландия: Том Скотт, Уильям Гибсон, Сэм Торранс, Билли Андерсон, Боб Милн, Мик Кокрейн, Джеймс Кэмпбелл, Джонни Мерсер, Джим Пайпер, Джеймс Маккэшин, Джек Пиден Шотландия: Кеннет Андерсон, Боб Келсо, Дэниел Дойл, Уильям Томсон, Дэвид Расселл, Алекс Кинг, Уильям Стюарт, Джонни Кэмпбелл, Роберт Макколл, Джонни Уокер, Томми Робертсон |          |         |                                          |                                                      |

| 28 марта 1898 | Уэльс | 0:3     | Англия                   | Рексем                                                           |
| |       | (отчёт) | Смит 9′ · Уэлдон 75′ 88′ | Стадион: «Рейскорс Граунд» Зрителей: 4000 Судья: Томас Робертсон |
| Уэльс: Джеймс Трейнер, Чарли Парри, Смарт Арридж, Джон Тейлор, Сизар Дженкинс, Джек Джонс, Билли Мередит, Томас Бартли, Морган Морган-Оуэн, Альфред Уоткинс, Эдвин Джеймс Англия: Джек Робинсон, Уильям Оукли, Билли Уильямс, Том Перри, Том Бут, Эрнест Нидем, Чарли Атерсмит, Джон Гудолл, Гилберт Смит, Фред Уэлдон, Фред Спайксли |       |         |                          |                                                                  |

| 2 апреля 1898 | Шотландия  | 1:3     | Англия                     | Глазго                                                         |
| | Миллар 48′ | (отчёт) | Уэлдон 3′ · Блумер 23′ 72′ | Стадион: «Селтик Парк» Зрителей: 40 000 Судья: Томас Робертсон |
| Шотландия: Кеннет Андерсон, Джок Драммонд, Дэниел Дойл, Нилли Гибсон, Джеймс Кауан, Джон Робертсон, Джек Белл, Джонни Кэмпбелл, Уильям Максвелл, Джимми Миллар, Алекс Смит Англия: Джек Робинсон, Билли Уильямс, Уильям Оукли, Эрнест Нидем, Чарльз Рефорд-Браун, Фрэнк Форман, Фред Спайксли, Фред Уэлдон, Гилберт Смит, Стив Блумер, Чарли Атерсмит |            |         |                            |                                                                |

## Чемпион
| Чемпион Великобритании 1898 |
| Англия Восьмой титул        |

## Бомбардиры
| - 3 гола - Фред Уэлдон - Джеймс Гиллеспи - 2 гола - Стив Блумер - Гилберт Смит - Джеймс Маккай - 1 гол - Чарли Атерсмит - Томми Моррен | - 1 гол (продолжение) - Джо Макаллен - Джим Пайпер - Джек Пиден - Морган Морган-Оуэн - Джон Томас - Роберт Макколл - Джимми Миллар - Томми Робертсон - Уильям Стюарт |